# Monastère Saint-Jean Chrysostome (Naxos)
Le monastère Saint-Jean Chrysostome de Naxos (en grec moderne : Agios Ioannis Chrysostomos,  grec moderne : Μονή Χρυσοστόμου Νάξου) est situé à Naxos dans les Cyclades.
Il est établi sur une colline au-dessus de la plage de Grotta et se trouve à 2,5 km au nord-est de la ville de Naxos (ou Chora) où il procure une vue sur le reste des îles des Cyclades.

## Histoire
Selon la tradition orale, le monastère a fonctionné sans interruption depuis sa fondation (probablement en 1280) avec des moines femmes. Il est considéré comme le seul monastère en Grèce dédié au Père et hiérarque de l'Église, saint Jean Chrysostome.
Selon le folkloriste local Nikos Kefalliniadis, la date de fondation est 1606, tandis que des dates plus récentes sur les inscriptions sur les linteaux du monastère témoignent de diverses rénovations qui ont eu lieu dans les années 1753, 1757 et 1777. Le monastère a un caractère de forteresse, avec une porte basse à pans de bois et un mâchicoulis (ladosematistra) datant de l'époque des raids pirates dans la mer Égée. À l'intérieur, il y a une petite cour avec une source fraîche. Parmi les reliques remarquables, figure l'iconostase en bois sculpté du petit catholicon avec l'icône de saint Jean Chrysostome (1818), ainsi que les livres que saint Nicodème du mont Athos, originaire de Naxos, avait envoyés à sa mère devenue religieuse au monastère.
En 1995, le monastère et la zone qui l'entoure dans un rayon de 500 mètres est déclaré monument historique « qui constitue le point d'identification pour le visiteur de Chora depuis la mer, car il est construit sur le versant de la montagne, qui s'élève au-dessus de la côte de Grotta, surplombant toute la Chora ».

## Administratif
Le monastère est officiellement mentionné comme colonie en 1940, lorsqu'il est annexé à la communauté de Naxos de l'époque. Selon le plan de Kallikratis, avec Naxos (Chora) et Angidia, il constitue l'unité municipale de Naxos, qui relève de la municipalité de Naxos et Petites Cyclades et, selon le recensement de 2011, il compte cinq habitants.